# Авока (Небраска)
Авока (англ. Avoca) — селище (англ. village) в США, в окрузі Кесс штату Небраска. Населення — 178 осіб (2020).

## Географія
Авока розташована за координатами 40°47′47″ пн. ш. 96°7′9″ зх. д. / 40.79639° пн. ш. 96.11917° зх. д. (40.796505, -96.119161).  За даними Бюро перепису населення США в 2010 році селище мало площу 0,34 км², уся площа — суходіл.

## Демографія
Згідно з переписом 2010 року, у селищі мешкали 242 особи в 94 домогосподарствах у складі 68 родин. Густота населення становила 714 особи/км².  Було 107 помешкань (316/км²).
Расовий склад населення:
| - 95,0 % — білих - 2,1 % — корінних американців |

До двох чи більше рас належало 2,1 %. Частка іспаномовних становила 2,9 % від усіх жителів.
За віковим діапазоном населення розподілялося таким чином: 28,9 % — особи молодші 18 років, 57,9 % — особи у віці 18—64 років, 13,2 % — особи у віці 65 років та старші. Медіана віку мешканця становила 37,3 року. На 100 осіб жіночої статі у селищі припадало 103,4 чоловіків;  на 100 жінок у віці від 18 років та старших — 104,8 чоловіків також старших 18 років.
Середній дохід на одне домашнє господарство  становив 55 297 доларів США (медіана — 52 500), а середній дохід на одну сім'ю — 61 154 долари (медіана — 60 625). За межею бідності перебувало 11,0 % осіб, у тому числі 3,5 % дітей у віці до 18 років та 18,8 % осіб у віці 65 років та старших.
Цивільне працевлаштоване населення становило 100 осіб. Основні галузі зайнятості: сільське господарство, лісництво, риболовля — 27,0 %, освіта, охорона здоров'я та соціальна допомога — 19,0 %, фінанси, страхування та нерухомість — 10,0 %, роздрібна торгівля — 9,0 %.